# Thyronectria berolinensis
Thyronectria berolinensis är en svampart som först beskrevs av Pier Andrea Saccardo, och fick sitt nu gällande namn av Seaver 1909. Thyronectria berolinensis ingår i släktet Thyronectria, klassen Sordariomycetes, divisionen sporsäcksvampar och riket svampar.   Inga underarter finns listade i Catalogue of Life.
I den svenska databasen Dyntaxa används istället namnet Nectria berolinensis för samma taxon.  Arten är reproducerande i Sverige.